# Lérida (ort)
Lérida är en ort i Colombia.   Den ligger i departementet Tolima, i den centrala delen av landet, 100 km väster om huvudstaden Bogotá. Lérida ligger 345 meter över havet och antalet invånare är 20 069.
Terrängen runt Lérida är varierad, och sluttar österut. Runt Lérida är det ganska tätbefolkat, med 70 invånare per kvadratkilometer. Närmaste större samhälle är Líbano, 18,1 km väster om Lérida. Omgivningarna runt Lérida är en mosaik av jordbruksmark och naturlig växtlighet.